# Соул (певец)
Хаку Шота (яп. (白翔太, род. 1 февраля 2005 года), более известный как Соул — японский певец, танцор и автор песен. Является участником мужской к-поп группы P1Harmony.

## Ранняя жизнь, пре-дебютная деятельность
Хаку Шота родился 1 февраля 2005 года в городе Сайтама, префектура Сайтама, Япония. Является наполовину японцем, наполовину корейцем. Старший ребёнок в семье, есть младшая сестра. C раннего детства занимался танцами, участники P1Harmony отмечают его как лучшего фристайлера в группе.
В 2018 году, в возрасте 13 лет прошёл прослушивание в FNC Enterteinment. В ноябре того же года он с другими стажёрами компании появился на YouTube канале KBOYS, который вёл Уэхара Ичика.
В 2019 году вместе с другими стажёрами, артистами и сотрудниками компании в составе пятой волонтёрской команды LOVE FNC посетил Монголию, в рамках благотворительной акции FNC Enterteinment.

## Карьера
В августе 2020 года FNC Entertainment объявили о предстоящем дебюте новой мужской группы. 27 августа компания представила тизер к фильму группы — P1H: The Beginning of a New World (рус. P1H: Начало нового мира), который был заявлен как фьюжн-проект, объединяющий корейскую поп-музыку и кинематограф. В фильме Соул исполнил роль Разрушителя — одного из мальчиков, прибывших из другого измерения для спасения Земли от страшного вируса.
4 сентября Соул был представлен как пятый участник новой мужской группы P1Harmony. Группа дебютировала 28 октября с мини-альбомом Disharmony : Stand Out. Соул принял участие в написании текста к двумя песням из этого альбома : «Intro; Breakthrough (틀)» и «That’s It (이거지)». Так же он участвовал в создании текста и музыки к «Super Chick» — песне, созданной в коллоборации P1Harmony и британского трио New Hope Club, вышедшей в 2023 году.

#### Интересный факты
- Он дружит с Цурубо Шионом из JO1.
- Первый музыкальный альбом, который он купил, был компакт-диск G-Dragon’а.
- Первый концерт, на котором он побывал был японский концерт TEEN TOP.
- У него есть две собаки, Моти и Канако.
- Во время праздников корейские участники возвращаются домой к своим семьям, но он не может вернуться в Японию, поэтому Кихо берёт его с собой и они проводят день вместе[6].
- Он страдает дермографизмом[7]
- Участники группы описывают его как тихого человека, которому нравится быть одному. На одном из интервьюЧонсоб так же добавил: «Обычно он (Соул) тихий, но когда начинает говорить, он говорит много»
- Он хотел стать певцом, потому что ему нравится видеть улыбки на лицах людей на сцене, и он хочет быть похожим на TEEN TOP и B.A.P
- Соул заинтересовался к-попом после того, как его мама показала ему музыку TEEN TOP, а папа музыку B.A.P.

## Дискография

### Участие в написании песен
- Все данные взяты с сайта КОМСА[8]

| Год  | Артист                    | Песня                              | Альбом                        | Участие      |
| ---- | ------------------------- | ---------------------------------- | ----------------------------- | ------------ |
| 2020 | P1Harmony                 | «Intro; Breakthrough (틀)»         | Disharmony : Stand Out        | Текст        |
| 2020 | P1Harmony                 | «That’s It (이거지)»               | Disharmony : Stand Out        | Текст        |
| 2020 | P1Harmony                 | «틀 (Breakthrough) (Full Version)» | «Breakthrough (Full Version)» | Текст Музыка |
| 2023 | New Hope Club & P1Harmony | «Super Chic»                       | «Super Chic»                  | Текст Музыка |

## Фильмография
| Год  | Название                | Роль        |
| ---- | ----------------------- | ----------- |
| 2020 | P1H: Начало нового мира | Разрушитель |